# Lahdar Bellúmi
Lahdar Bellúmi (Maszkara, 1958. december 29. – ) algériai válogatott labdarúgó, edző.

## Pályafutása

### Klubcsapatban
1974 és 1999 között pályafutása nagy részét a GC Maszkara és az MC Orán csapatában töltötte. Előbbivel 1984-ben, utóbbival 1988-ban nyerte meg az algériai bajnokságot. 

### A válogatottban
1978 és 1989 között 100 alkalommal szerepelt az algériai válogatottban és 28 gólt szerzett. Részt vett az 1980. évi nyári olimpiai játékokon, az 1982-es és az 1986-os világbajnokságon, az 1980-as, az 1982-es, az 1984-es és az 1988-os afrikai nemzetek kupáján.

### Edzőként
2004 és 2005 között az algériai válogatott szövetségi kapitánya volt.

## Sikerei, díjai
GC Maszkara
- Algériai bajnok (1): 1983–84

MC Orán
- Algériai bajnok (1): 1987–88

Algéria
- Afrikai nemzetek kupája döntős (1): 1980